# Donja Dubrava (Zagreb)
Donja Dubrava is een van de stadsdelen in de Kroatische Zagreb. Het stadsdeel ligt in het noordoostelijke gedeelte van de stad en telt per 2001 35.944 inwoners.

## Wijken in Donja Dubrava
- Čulinec
- Donja Dubrava
- "Ivan Mažuranić"
- Novi Retkovec
- Resnički Gaj
- Poljanice
- Stari Retkovec
- "30. svibnja 1990."
- Trnava